# Кевін Річардсон (зоолог)
Кевін Річардсон (англ. Kevin Richardson; 8 жовтня 1974, Йоганнесбург) — зоолог, бігевіорист тварин, відомий також як «заклинач левів» («Lion Whisperer»), займається захистом і підтримкою популяцій левів в Африці, понад десять років працює з гієнами, левами, гепардами і леопардами, продюсер та автор фільмів про диких тварин. Зміг вибудувати дивовижні відносини з тваринами, засновані на взаємній повазі. Автор популярного відеоблогу, власник притулку для диких тварин паркового типу у ПАР.

## Ранні роки
Річардсон народився в 1974 році в найбільшому місті ПАР, в Йоганнесбурзі, недалеко від Апельсинового гаю. Він має англійське походження. Його мати Патрісія теж народилася в Південній Африці (її батьки емігрували з Англії), працювала в банку. Батько Річардсона, який працював на фармацевтичну компанію, переїхав до Південної Африки з міста Редінг графства Беркшир у Англії. Кевін — наймолодша дитина в сім'ї. У нього є ще старший брат і дві сестри-близнючки. Кевін виявляв любов до тварин з раннього дитинства. Він розводив цвіркунів і тримав жабу на ім'я Педдаж, коли йому було всього три роки. Коли Кевіну було 13 років, батько помер. У 16 років він познайомився зі Стеном Шмідтом і почав кар'єру «бігевіориста-самоука», освіту зоолога не завершив..

## Кар'єра
Річардсон почав працювати з левами у парку, який належв Родні Фюру, одному з багатьох парків у Піденній Африці, де люди платять за те, щоб помилуватись маленькими левенятами. У парку займаються розведенням, щоб завжди мати дитинчат на потіху туристам. А дорослих тварин приходиться позбаавлятися, адже тримати їх непросто і небезпечно. Після того, як Кевін зрозумів, що не має морального права підтримувати такий бізнес, він залишив Фюра. При цьому він викупив 26 дорослих тварин, щоб поселити в окремому резерваті.

### Kevin Richardson Wildlife Sanctuary
З 2015 року керує резерватом дикої природи свого імені, що розташований у приватній сафарі-території Welgedacht за годину на північний схід від Йоганнесбурга та за півгодини від Преторії. Резерват на 1300 гектарів складається з 15 загонів тварин та великої центральної зони збагачення, на яку через кожні два тижні відпускають по черзі різних тварин. Мета — регулярно змінювати їх середовище, у якому в тому числі мають бути сліди інших тварин, таким чином їхні не притупляються і всі мають змогу побути на великій території. Це також гарне місце для оглядин та зйомки фільмів.
У резерваті тримають переважно дорослих тварин, адже Кевін не займається вирощуванням і навпаки бореться з тим, щоб в Африці припинили масове вирощування диких кішок для комерційного туризму та, врешті-решт, полювання на левів на обмеженій для їх пересування території.
Притулок живе коштом пожертв, платних оглядин (лише через огорожу) та платної волонтерської програми.

### Небезпека
Робота з левами небезпечна. Тварини Річардсона часто дряпають його під час ігор. Навіть ті тварини, з якими він почав працювати, коли вони ще були дитинчатами, іноді його кусають, адже це для них природно. Річардсона не лякають ці небезпеки. В інтерв'ю він говорив: «Очевидно, кожен розуміє небезпеку роботи з такими тваринами. Я зважив усі доводи „за“ і „проти“, і доводи „за“ сильно переважили аргументи „проти“». Але й не радить брати з нього приклад, адже ті фото та відео, які бачить публіка не передають того, скільки часу пішло, аби вибудувати такі стосунки з дикими тваринами.
У 2018 році одна з левиць з резервату Кевіна напала та смертельно ранила жінку, яка гуляла сафарі.

### Документалістика

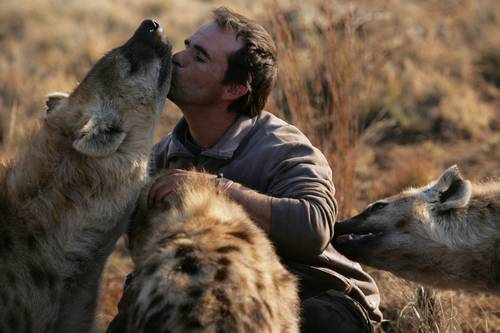
Кевін Річардсон з гієнами

Річардсон знімався зі своїми тваринами у багатьох документальний фільмах та рекламі: у роботах режисера Майкла Розенберга «Небезпечні компаньйони» та «У пошуках легенди». У багатосерійному фільмі «Дорослішання…» він був задіяний в епізоді «Дорослішання гієни», де він намагався розвіяти усталену думку про гієну, як про боягузливого злого мерлятника.
Також виступав автором та продюсером. Найбільша робота Річардсона «Білий лев», на яку він витратив близько 4 років, розповідає про молодого лева Летсатсі, який відрізняється від інших левів своїм забарвленням, за це його виганяють зі зграї. Він змушений ще з малих років вчитися виживати, полювати і захищатися, не тільки від інших хижаків, а й від мисливців, для яких шкура білого лева — цінний трофей. Фільм був знятий в парку «Королівство білих левів» режисером Майклом Своном і вийшов в прокат у 2010 році.
| Рік виходу | Назва фільму/серії                         | Залучені тварини |
| ---------- | ------------------------------------------ | ---------------- |
|            | In Search of a Legend                      | чорний леопард   |
| 2010       | The Lion Ranger Series                     | різні            |
| 2013       | GoPro: Lions — The New Endangered Species? | леви, гієни      |
| 2008       | Growing Up Hyena                           | гієни            |
| 2010       | White Lion: Home is a Journey              | білий лев        |
| 2005       | Dangerous Companions                       | леви             |
| 2010       | Lights, Camera, Lions!                     | леви             |
| 2012       | Lions on the Move                          | різні            |
| 2013       | African Safari 3D                          | різні            |
| 2014       | Killer IQ — Lion vs Hyena                  | гієни, леви      |
| 2005       | Wild Cats 3D                               | різні            |
| 2016       | Predator Road Trip                         | різні            |

### Публікації
Кевін також автор книжки «Part of the Pride» («Частина прайду») про роки своєї роботи з тваринами, міркування щодо вирощування львів у неволі, полювання та про те, що загрожує популяції африканських левів.